# Gaines (New York)
Pour les articles homonymes, voir Gaines.
Gaines est une ville (town) du comté d'Orleans, dans l'État de New York, aux États-Unis,. En 2010, elle comptait une population de 3 378 habitants.

## Démographie
Lors du recensement de 2010, la ville comptait une population de 3 378 habitants, tandis qu'en 2016, elle est estimée à 3 227 habitants.